# Graveyard Poetry
Graveyard Poetry is het derde album van de Amerikaanse metalband Abdullah. Het album werd uitgegeven in 2002.

## Inhoud
1. Rune
2. Black Helicopters
3. A Dark But Shining Sun
4. The Whimper Of Whipped Dogs
5. Deprogrammed
6. Pantheistic
7. Beyond The Mountain
8. Salamander
9. Strange Benedictions
10. Secret Teachings Of Lost Ages
11. Medicine Man
12. Guided By The Spirit
13. Behold A Pale Horse
14. They, The Tyrants

## Artiesten
- Jeff Shirilla - vocalist en drummer
- Alan Seibert - gitarist
- Ed Stephens - bassist
- Jim Simonian - drummer